# Strangalia benitoespinali
Strangalia benitoespinali es una especie de escarabajo longicornio del género Strangalia, categorizada en la tribu Lepturini, de la subfamilia Lepturinae. Fue descrita por Chalumeau en 1985.

## Descripción
Mide 12 mm de longitud.

## Distribución
Se distribuye por Puerto Rico (Montserrat).